# Eingetragener Verein

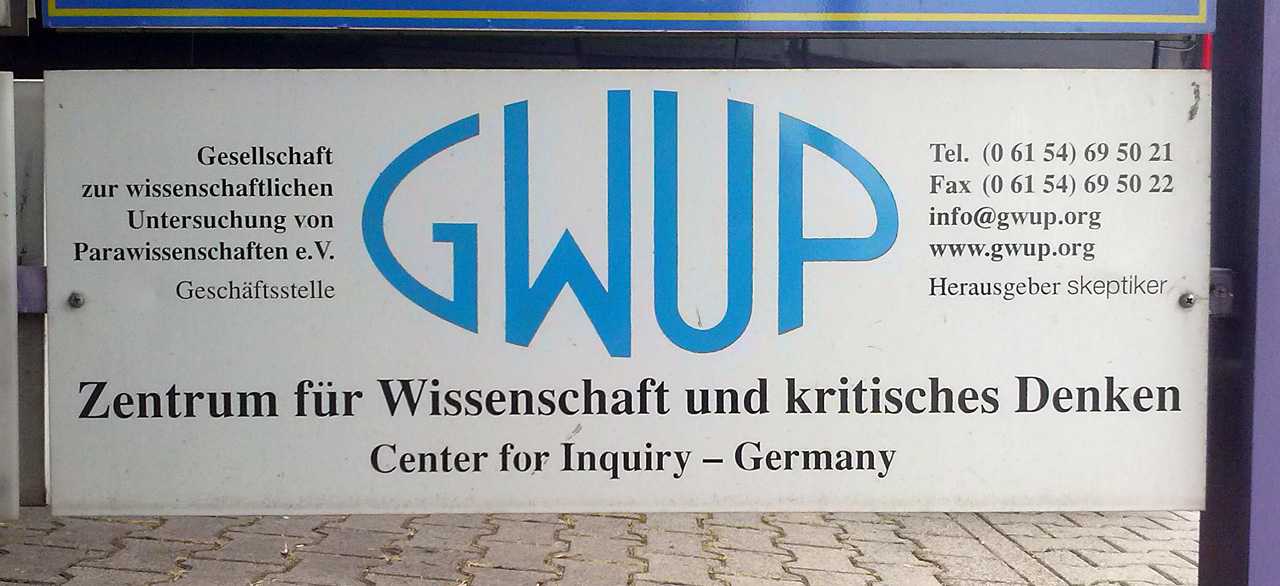
De GWUP is een e.V. geregistreerd in Duitsland, maar zij opereert ook in Oostenrijk en Zwitserland.

Eingetragener Verein (IPA: ˈaɪnɡəˌtʁaːɡənɐ fɛʁˈʔaɪn, geregistreerde vereniging), afgekort e.V. (IPAˈeː ˈfaʊ), is een juridische status voor een in het Vereinsregister geregistreerde vrijwillige vereniging in Duitsland. Hoewel iedere groep zichzelf een Verein mag noemen, heeft registratie als eingetragener Verein vele juridische voordelen, omdat een geregistreerde vereniging mag functioneren als rechtspersoon in plaats van gewoon een groep individuen. De juridische status moet ook onderdeel zijn van de naam.
Het Bürgerliches Gesetzbuch bevat verschillende regels voor geregistreerde profit- en non-profitverenigingen die als rechtspersonen worden beschouwd ("Vereine", artikelen 21–79) aan de ene kant en voor niet per se geregistreerde verenigingen per contract ("Gesellschaften", artikelen 705–740) aan de andere kant.
In andere Duitstalige landen bestaat zo'n onderscheid niet. Maar er kunnen juridische vereisten zijn die een vereniging ertoe dwingen zichzelf te registreren, bijvoorbeeld in Zwitserland als zij moet worden gecontroleerd (Revisionspflicht). In Oostenrijk worden alle verenigingen geregistreerd in een speciaal register en het is niet toegestaan om "e.V." in de naam te voeren.